# Liste des maires d'Antibes
La liste des maires d'Antibes présente la liste des maires de la commune française d'Antibes, située dans le département des Alpes-Maritimes en région Provence-Alpes-Côte-d'Azur.

## L'Hôtel de ville

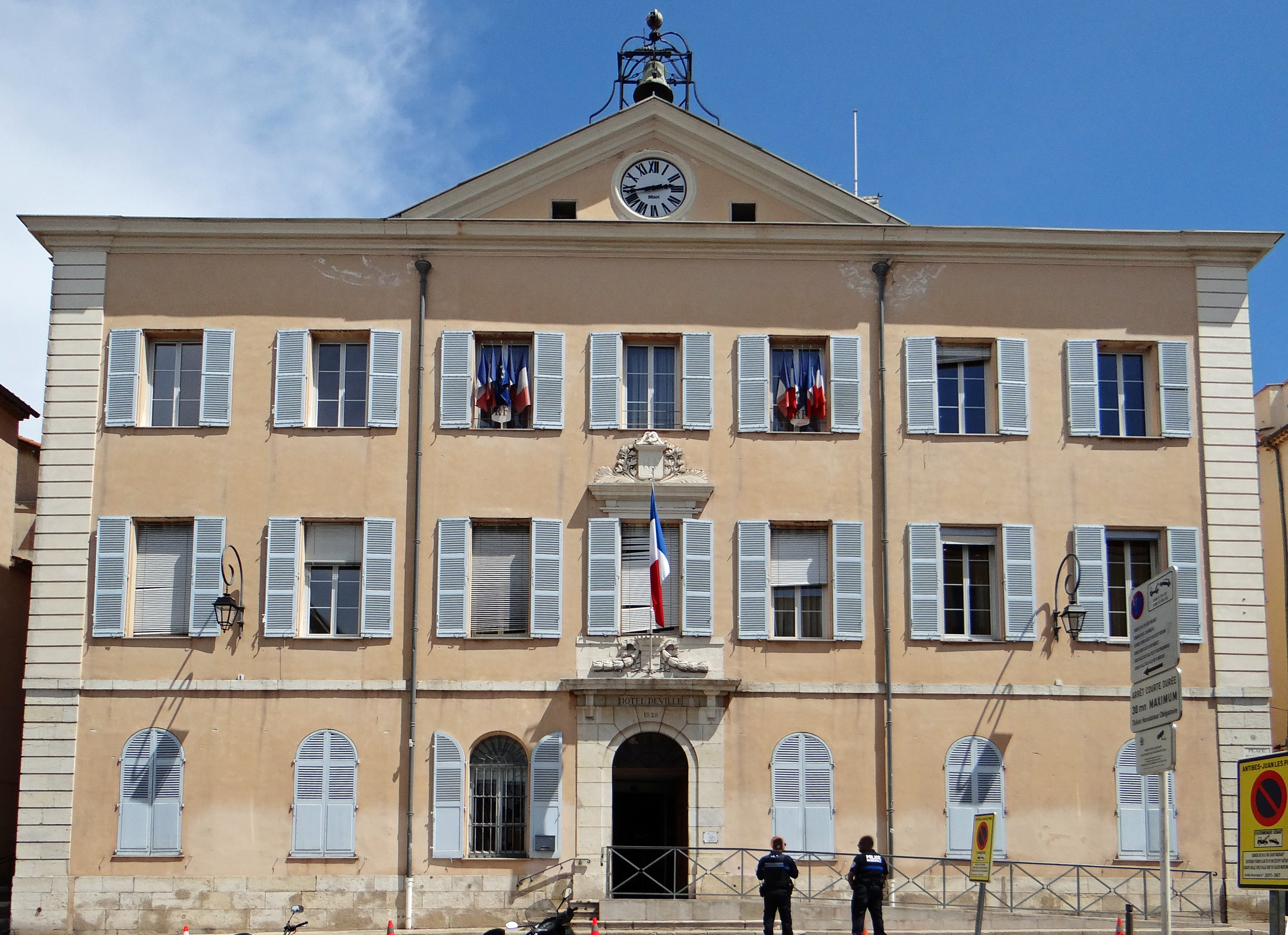
L'Hôtel de ville en 2016.

## Liste des maires
Plusieurs odonymes portent le nom d'anciens maires d'Antibes.

### Sous l'Ancien Régime
| Période                                  | Période | Identité                                     | Étiquette | Qualité                                                                                  |
| ---------------------------------------- | ------- | -------------------------------------------- | --------- | ---------------------------------------------------------------------------------------- |
| Les données manquantes sont à compléter. |         |                                              |           |                                                                                          |
| 1681                                     | 1681    | Honoré Bernardy                              |           | Avocat à la cour d'Aix                                                                   |
| Les données manquantes sont à compléter. |         |                                              |           |                                                                                          |
| 1701                                     | 1701    | Antoine Régnard                              |           | Maître-apothicaire                                                                       |
| 1702                                     | 1702    | Honoré Léon                                  |           | Bourgeois                                                                                |
| 1704                                     | 1704    | Guiraud                                      |           |                                                                                          |
| 1705                                     | 1705    | Honoré Carence                               |           | Avocat à la cour d'Aix                                                                   |
| 1706                                     | 1706    | Jean Arazy                                   |           | Avocat à la cour d'Aix                                                                   |
| 1711                                     | 1711    | Honoré Léon                                  |           | Bourgeois                                                                                |
| 1712                                     | 1712    | Jean de Gallou                               |           | Avocat à la cour d'Aix                                                                   |
| 1719                                     | 1719    | Pierre de Barquier                           |           | Bourgeois                                                                                |
| 1720                                     | 1720    | Balthazard Reibaud                           |           |                                                                                          |
| 1727                                     | 1727    | de Boyer de Choisy                           |           | Capitaine du Régiment de Bourgogne                                                       |
| 1729                                     | 1729    | Joseph Textoris                              |           | Docteur en médecine                                                                      |
| 1730                                     | 1730    | Jean-Baptiste Barquier                       |           | Bourgeois                                                                                |
| 1731                                     | 1731    | Louis Lombard                                |           | Avocat à la cour d'Aix                                                                   |
| 1732                                     | 1732    | Jacques Ardouin                              |           | Bourgeois                                                                                |
| 1733                                     | 1733    | Jean-Baptiste Regnard                        |           | Docteur en médecine                                                                      |
| 1734                                     | 1734    | Jaean Rostan                                 |           |                                                                                          |
| 1738                                     | 1738    | Jean-Baptiste Barquier                       |           | Bourgeois                                                                                |
| 1755                                     | 1755    | Joseph Aubernon                              |           |                                                                                          |
| 1758                                     | 1759    | Esprit Reibaud                               |           | Bourgeois                                                                                |
| 1760                                     | 1760    | Jean-Jacques Gazan                           |           | Bourgeois                                                                                |
| 1761                                     | 1761    | Jean-Louis Estopian                          |           | Avocat                                                                                   |
| 1762                                     | 1762    | Ignace Preve                                 |           |                                                                                          |
| 1764                                     | 1764    | Charles Laugier                              |           |                                                                                          |
| 1765                                     | 1765    | Jean François Lombard de Roquefort           |           | Avocat                                                                                   |
| 1766                                     | 1766    | Jean-Jacques Gazan                           |           | Bourgeois                                                                                |
| 1767                                     | 1767    | Jean Ferren de Clausonne                     |           |                                                                                          |
| 1768                                     | 1768    | Jourdan                                      |           |                                                                                          |
| 1769                                     | 1769    | Borrely                                      |           |                                                                                          |
| 1770                                     | 1770    | de Boyer de Choisy                           |           |                                                                                          |
| 1770                                     | 1770    | Jean Joseph Serrat                           |           | Marchand                                                                                 |
| 1773                                     | 1774    | Balthazard de Barquier                       |           | Secrétaire du Roy, maison et couronne de France en la cour des comptes de cette province |
| 1775                                     | 1775    | Reibaud de Clausonne                         |           | Avocat                                                                                   |
| 1777                                     | 1777    | Jean-Jacques Gazan                           |           | Bourgeois                                                                                |
| 1778                                     | 1778    | Bernard                                      |           |                                                                                          |
| 1779                                     | 1779    | Trastour                                     |           |                                                                                          |
| 1780                                     | 1780    | Esprit Reibaud                               |           | Avocat                                                                                   |
| 1782                                     | 1782    | Jean Roch Reibaud                            |           | Avocat                                                                                   |
| 1783                                     | 1783    | Louis Guirard                                |           | Bourgeois                                                                                |
| 1785                                     | 1785    | Pierre François Reibaud                      |           | Avocat                                                                                   |
| 1789                                     | 1790    | Jean Joseph Lombard de Roquefort (1738-1791) |           | Colonel commandant les cadets-gentilshommes des colonies (1738/1791)                     |

### Entre 1790 et 1945
| Période      | Période                   | Identité                                   | Étiquette                | Qualité |
| ------------ | ------------------------- | ------------------------------------------ | ------------------------ | --- |
| 1790         | 1792                      | Joseph-Esprit Reille (1744-1808)           |                          | Lieutenant de justice royale                                                                                       |
| 1792         | 1793 (décès)              | Michel Joseph Emond d'Esclevin (1734-1793) |                          | Officier de l'Infanterie                                                                                           |
| 1794         | 1796                      | Guillaume Lamarre                          |                          | |
| 1796         | 1797                      | Jean-Louis Plaucher                        |                          | |
| 1797         | 1800                      | Henri de Guide                             |                          | Préfet de l'arrondissement de Grasse                                                                               |
| 1800         | 1809                      | Jacques Ventrin                            |                          | |
| 1809         | 1814                      | Maurice de Barquier (1769-1840)            |                          | Attaché administrateur                                                                                             |
| 1815         | 1822 (démission)          | Jean Tourre                                |                          | |
| 1822         | 1829                      | Pierre Glanjaud                            |                          | |
| 1830         | 1865                      | Jean-Baptiste Rostan                       |                          | Cultivateur - Conseiller d'arrondissement du canton d'Antibes                                                      |
| 1865         | 1870                      | Nicolas Armand                             |                          | |
| 1871         | 1878                      | Félix Reibaud (1823-1895)                  | Conservateur             | Ancien conseiller de préfecture Conseiller général d'Antibes (1871 → 1874)                                         |
| 1878         | octobre 1878 (révocation) | Frédéric-Louis Gazan                       |                          | |
| octobre 1878 | 1878                      | Frédéric Isnard                            |                          | Juge de paix, ancien premier adjoint                                                                               |
| 1878         | 1882                      | Édouard Olivier                            | Républicain conservateur | Propriétaire Conseiller général d'Antibes (1879 → 1886)                                                            |
| 1882         | mai 1884                  | Claude Vidal                               |                          | Architecte |
| mai 1884     | février 1901 (démission)  | Robert Soleau                              | Républicain              | Conseiller à la Cour d'appel de Paris Conseiller général d'Antibes (1886 → 1919) Réélu en 1888, 1892, 1896 et 1900 |
| février 1901 | 1914                      | Gustave Chancel                            |                          | Ancien officier d'artillerie                                                                                       |
| juin 1914    | mai 1925                  | Baptistin Ardisson (1856-1936)             | RG                       | Négociant Conseiller général d'Antibes (1919 → 1922 et 1928 → 1934) Réélu en 1919 et 1923                          |
| mai 1925     | octobre 1928 (démission)  | Charles Guillaumont                        | PRRRS                    | |
| janvier 1929 | mai 1935                  | Aimé Bourreau                              | FR                       | Industriel Conseiller général d'Antibes (1934 → 1940)                                                              |
| mai 1935     | 1944                      | Jules Grec                                 |                          | Ancien premier adjoint                                                                                             |
| 1944         | 1945                      | Émile Olivier                              |                          | Président du Comité local de Libération                                                                            |

### Depuis 1945
Depuis l'après-guerre, sept maires se sont succédé à la tête de la commune.
| Période      | Période      | Identité                  | Étiquette            | Qualité |
| ------------ | ------------ | ------------------------- | -------------------- | --- |
| 1945         | 1948         | Jean Pastour              | Radical              | |
| 1948         | 1950 (décès) | Charles Guillaumont       |                      | |
| 1950         | mai 1953     | Henri Rambaud (1901-1976) | RS                   | Directeur des chantiers navals d'Antibes Conseiller général d'Antibes (1951 → 1955) |
| mai 1953     | mars 1959    | Marc Pugnaire (1896-1982) |                      | |
| mars 1959    | mars 1971    | Pierre Delmas (1904-1997) | Centre gauche        | Horticulteur Conseiller général d'Antibes (1961 → 1973) 1er vice-président du conseil général |
| 21 mars 1971 | 18 juin 1995 | Pierre Merli              | UDF-Rad.             | Haut fonctionnaire Sénateur des Alpes-Maritimes (1980 → 1988) Député des Alpes-Maritimes (7e circ.) (1988 → 1997) Conseiller général d'Antibes-Nord (1973 → 1985) Conseiller général d'Antibes-Biot (1985 → 1988) |
| 25 juin 1995 | En cours     | Jean Leonetti             | UDF-Rad. puis UMP-LR | Cardiologue Ministre chargé des Affaires européennes (2011 → 2012) Député des Alpes-Maritimes (7e circ.) (1997 → 2017) Président de la CA Sophia Antipolis (2002 → ) Réélu en 2001, 2008, 2014 et 2020            |

## Conseil municipal actuel
Les 49 sièges composant le conseil municipal d'Antibes ont été pourvus le 15 mars 2020 lors du premier tour de scrutin. Actuellement, il est réparti comme suit : 

## Résultats des élections municipales

### Élection municipale de 2020
|                                                                         |                          |                          |              |              |        |        |  |  |  |
| Tête de liste                                                           | Tête de liste            | Liste                    | Premier tour | Premier tour | Sièges | Sièges |  |  |  |
| Tête de liste                                                           | Tête de liste            | Liste                    | Voix         | %            | CM     | CC     |  |  |  |
|                                                                         | Jean Leonetti *          | LR                       | 8 163        | 52,89        | 41     | 22     |  |  |  |
| Ensemble pour Antibes Juan-les-Pins                                     |                          |                          | 8 163        | 52,89        | 41     | 22     |  |  |  |
|                                                                         | Tanguy Cornec            | RN-CNIP                  | 2 091        | 13,54        | 4      | 2      |  |  |  |
| Antibes retrouvé                                                        |                          |                          | 2 091        | 13,54        | 4      | 2      |  |  |  |
|                                                                         | Francois Zema            | LREM                     | 1 822        | 11,80        | 3      | 2      |  |  |  |
| Un nouveau souffle avec François Zema                                   |                          |                          | 1 822        | 11,80        | 3      | 2      |  |  |  |
|                                                                         | Michèle Muratore         | PS                       | 926          | 6,00         | 1      | 1      |  |  |  |
| La Gauche solidaire, écologique et démocratique                         |                          |                          | 926          | 6,00         | 1      | 1      |  |  |  |
|                                                                         | Mathilde Tessier         | EÉLV-LFI                 | 755          | 4,89         | 0      | 0      |  |  |  |
| Vos idées, notre ville                                                  |                          |                          | 755          | 4,89         | 0      | 0      |  |  |  |
|                                                                         | Arnaud Delcasse          | GRS-G·s-PCF              | 658          | 4,26         | 0      | 0      |  |  |  |
| L'alternative sociale, citoyenne, écologique pour Antibes Juan-les-Pins |                          |                          | 658          | 4,26         | 0      | 0      |  |  |  |
|                                                                         | Bérengère Humbert        | PA                       | 468          | 3,03         | 0      | 0      |  |  |  |
| Antibes animaliste                                                      |                          |                          | 468          | 3,03         | 0      | 0      |  |  |  |
|                                                                         | Éric Ducatel             | SE                       | 337          | 2,18         | 0      | 0      |  |  |  |
| 49 Juantibois                                                           |                          |                          | 337          | 2,18         | 0      | 0      |  |  |  |
|                                                                         | Michel Morgana           | UPR                      | 213          | 1,38         | 0      | 0      |  |  |  |
| Tous pour Antibes                                                       |                          |                          | 213          | 1,38         | 0      | 0      |  |  |  |
|                                                                         |                          |                          |              |              |        |        |  |  |  |
| Votes valides                                                           | Votes valides            | Votes valides            | 15 433       | 97,42        |        |        |  |  |  |
| Votes blancs                                                            | Votes blancs             | Votes blancs             | 191          | 1,20         |        |        |  |  |  |
| Votes nuls                                                              | Votes nuls               | Votes nuls               | 218          | 1,38         |        |        |  |  |  |
| Total                                                                   | Total                    | Total                    | 15 842       | 100,00       | 49     | 27     |  |  |  |
| Abstention                                                              | Abstention               | Abstention               | 36 498       | 69,73        |        |        |  |  |  |
| Inscrits / participation                                                | Inscrits / participation | Inscrits / participation | 52 340       | 30,27        |        |        |  |  |  |
| * Liste du maire sortant                                                |                          |                          |              |              |        |        |  |  |  |

### Élection municipale de 2014
|                                                    |                  |                      |              |              |        |        |  |  |  |
| Tête de liste                                      | Tête de liste    | Liste                | Premier tour | Premier tour | Sièges | Sièges |  |  |  |
| Tête de liste                                      | Tête de liste    | Liste                | Voix         | %            | CM     | CC     |  |  |  |
|                                                    | Jean Leonetti *  | UMP-UDI (UD)         | 17 620       | 63,16        | 41     | 22     |  |  |  |
| Ensemble pour Antibes Juan-les-Pins                |                  |                      | 17 620       | 63,16        | 41     | 22     |  |  |  |
|                                                    | Lionel Tivoli    | FN                   | 5 770        | 20,68        | 5      | 2      |  |  |  |
| Rassemblement Bleu Marine pour Antibes             |                  |                      | 5 770        | 20,68        | 5      | 2      |  |  |  |
|                                                    | Michèle Muratore | PS-EELV-PRG-MRC (UG) | 2 504        | 8,97         | 2      | 1      |  |  |  |
| La Gauche unie, solidaire et écologiste            |                  |                      | 2 504        | 8,97         | 2      | 1      |  |  |  |
|                                                    | Gérard Piel      | FG                   | 2 003        | 7,17         | 1      | 1      |  |  |  |
| La gauche et l'écologie pour Antibes Juan-les-Pins |                  |                      | 2 003        | 7,17         | 1      | 1      |  |  |  |
|                                                    |                  |                      |              |              |        |        |  |  |  |
| Inscrits                                           | Inscrits         | Inscrits             | 51 366       | 100,00       |        |        |  |  |  |
| Abstentions                                        | Abstentions      | Abstentions          | 22 486       | 43,78        |        |        |  |  |  |
| Votants                                            | Votants          | Votants              | 28 880       | 56,22        |        |        |  |  |  |
| Blancs et nuls                                     | Blancs et nuls   | Blancs et nuls       | 983          | 3,40         |        |        |  |  |  |
| Exprimés                                           | Exprimés         | Exprimés             | 27 897       | 96,60        |        |        |  |  |  |
| * Liste du maire sortant                           |                  |                      |              |              |        |        |  |  |  |

### Élection municipale de 2008
|                                                    |                 |                |              |              |        |        |  |  |  |
| Tête de liste                                      | Tête de liste   | Liste          | Premier tour | Premier tour | Sièges | Sièges |  |  |  |
| Tête de liste                                      | Tête de liste   | Liste          | Voix         | %            | CM     |        |  |  |  |
|                                                    | Jean Leonetti * | UMP-NC         | 16 114       | 59,31        | 40     |        |  |  |  |
| Ensemble pour l'avenir d'Antibes Juan-les-Pins     |                 |                | 16 114       | 59,31        | 40     |        |  |  |  |
|                                                    | Gilles Dujardin | MoDem-GÉ       | 4 323        | 15,91        | 4      |        |  |  |  |
| Union pour Antibes Juan-les-Pins                   |                 |                | 4 323        | 15,91        | 4      |        |  |  |  |
|                                                    | Gérard Piel     | PCF            | 3 560        | 13,10        | 3      |        |  |  |  |
| La Gauche et l'Écologie pour Antibes Juan-les-Pins |                 |                | 3 560        | 13,10        | 3      |        |  |  |  |
|                                                    | Bernard Dabène  | PS-PRG-LV-MRC  | 3 170        | 11,67        | 2      |        |  |  |  |
| Antibes Juan-les-Pins pour tous                    |                 |                | 3 170        | 11,67        | 2      |        |  |  |  |
|                                                    |                 |                |              |              |        |        |  |  |  |
| Inscrits                                           | Inscrits        | Inscrits       | 50 332       | 100,00       |        |        |  |  |  |
| Abstentions                                        | Abstentions     | Abstentions    | 22 057       | 43,82        |        |        |  |  |  |
| Votants                                            | Votants         | Votants        | 28 275       | 56,18        |        |        |  |  |  |
| Blancs ou nuls                                     | Blancs ou nuls  | Blancs ou nuls | 1 108        | 3,92         |        |        |  |  |  |
| Exprimés                                           | Exprimés        | Exprimés       | 27 167       | 96,08        |        |        |  |  |  |
| * Liste du maire sortant                           |                 |                |              |              |        |        |  |  |  |

### Élection municipale de 2001
|                          |                    |                |              |              |        |        |  |  |  |
| Tête de liste            | Tête de liste      | Liste          | Premier tour | Premier tour | Sièges | Sièges |  |  |  |
| Tête de liste            | Tête de liste      | Liste          | Voix         | %            | CM     |        |  |  |  |
|                          | Jean Leonetti *    | UDF-RPR (UD)   | 13 721       | 55,08        | 39     |        |  |  |  |
|                          | Jean-Claude Frappa | FN             | 2 922        | 11,73        | 3      |        |  |  |  |
|                          | Bernard Dabène     | PS             | 2 420        | 9,72         | 2      |        |  |  |  |
|                          | M. Capitaine       | SE             | 2 231        | 8,96         | 2      |        |  |  |  |
|                          | Gérard Piel        | PCF-LCR        | 2 035        | 8,17         | 2      |        |  |  |  |
|                          | Gilles Dujardin    | GÉ             | 1 580        | 6,34         | 1      |        |  |  |  |
|                          |                    |                |              |              |        |        |  |  |  |
| Inscrits                 | Inscrits           | Inscrits       | 46 274       | 100,00       |        |        |  |  |  |
| Abstentions              | Abstentions        | Abstentions    | 20 588       | 44,49        |        |        |  |  |  |
| Votants                  | Votants            | Votants        | 25 686       | 55,51        |        |        |  |  |  |
| Blancs ou nuls           | Blancs ou nuls     | Blancs ou nuls | 777          | 3,02         |        |        |  |  |  |
| Exprimés                 | Exprimés           | Exprimés       | 24 909       | 96,97        |        |        |  |  |  |
| * Liste du maire sortant |                    |                |              |              |        |        |  |  |  |